# Pottsville (Pennsylvanie)
Pottsville est la plus grande ville du comté de Schuylkill, en Pennsylvanie, aux États-Unis. Sa population était de 15 549 habitants en 2000. 

## Géographie
La ville se situe sur la rive droite de la rivière Schuylkill à 156 km au nord-ouest de Philadelphie. Elle est au cœur de la région du charbon, due à l'abondance des gisements d'anthracite.

## Patrimoine architectural
- Église Saint-Jean-Baptiste (catholique), architecture néo-romane
- Église Saint-Patrick (catholique), architecture néo-gothique irlandaise
- Église Sainte-Marie-Reine-de-la-Paix (catholique), architecture espagnole
- Église presbytérienne, architecture néo-romane poitevine
- Nombreuses maisons de style colonial ou néo-classiques à portique à la grecque

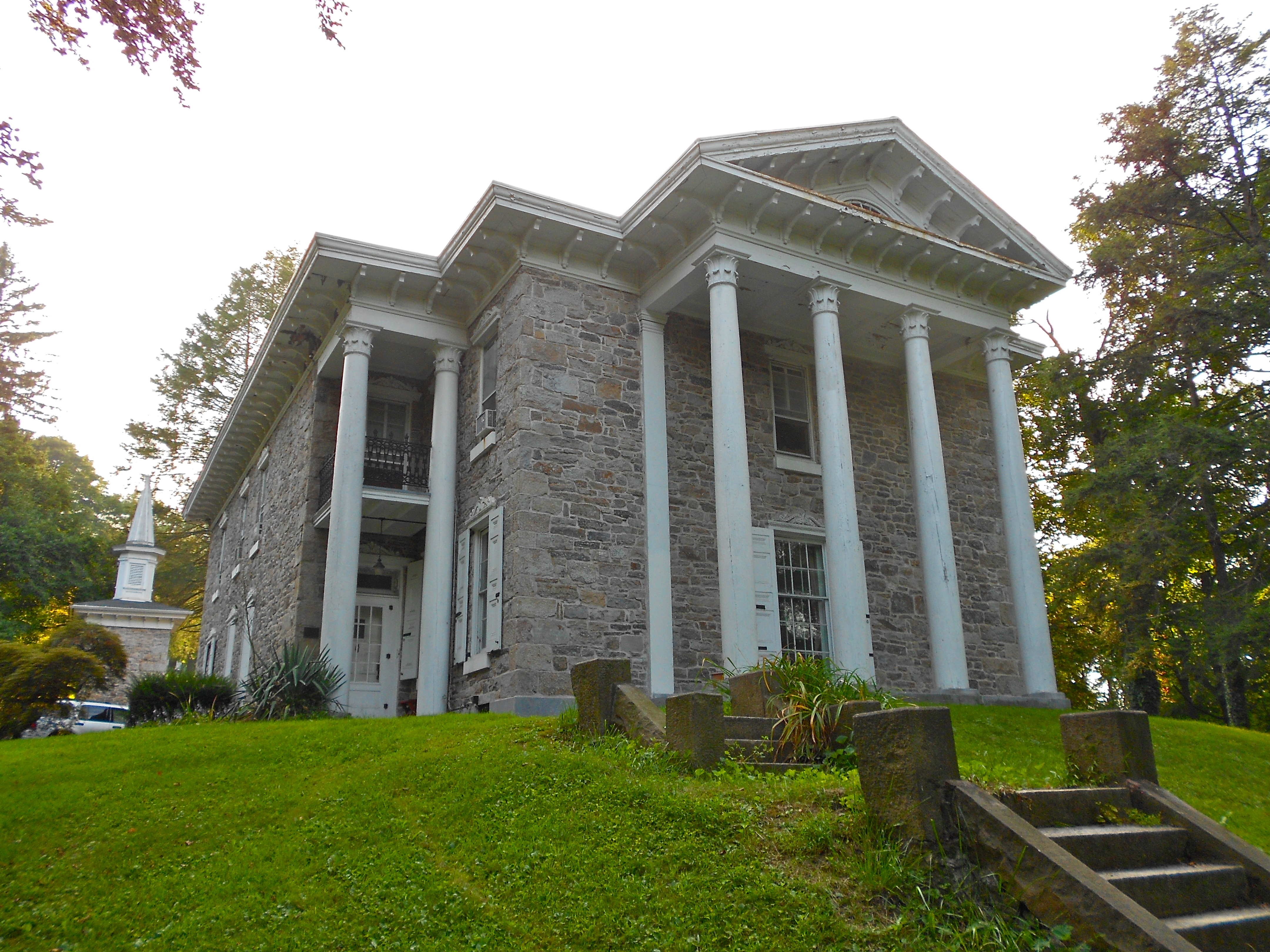
Cloud House avec son portique tétrastyle.
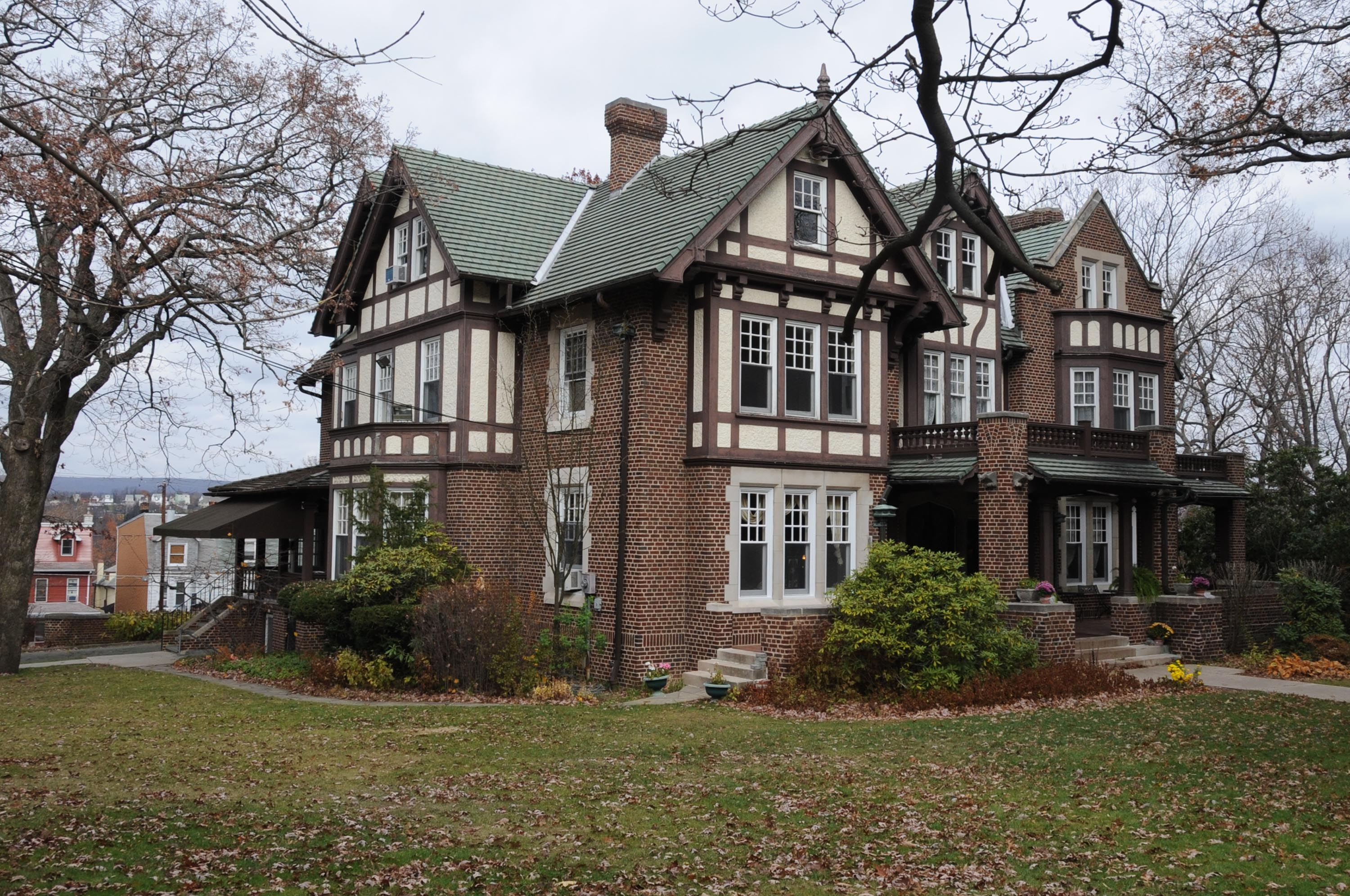
Maison néo-Tudor.
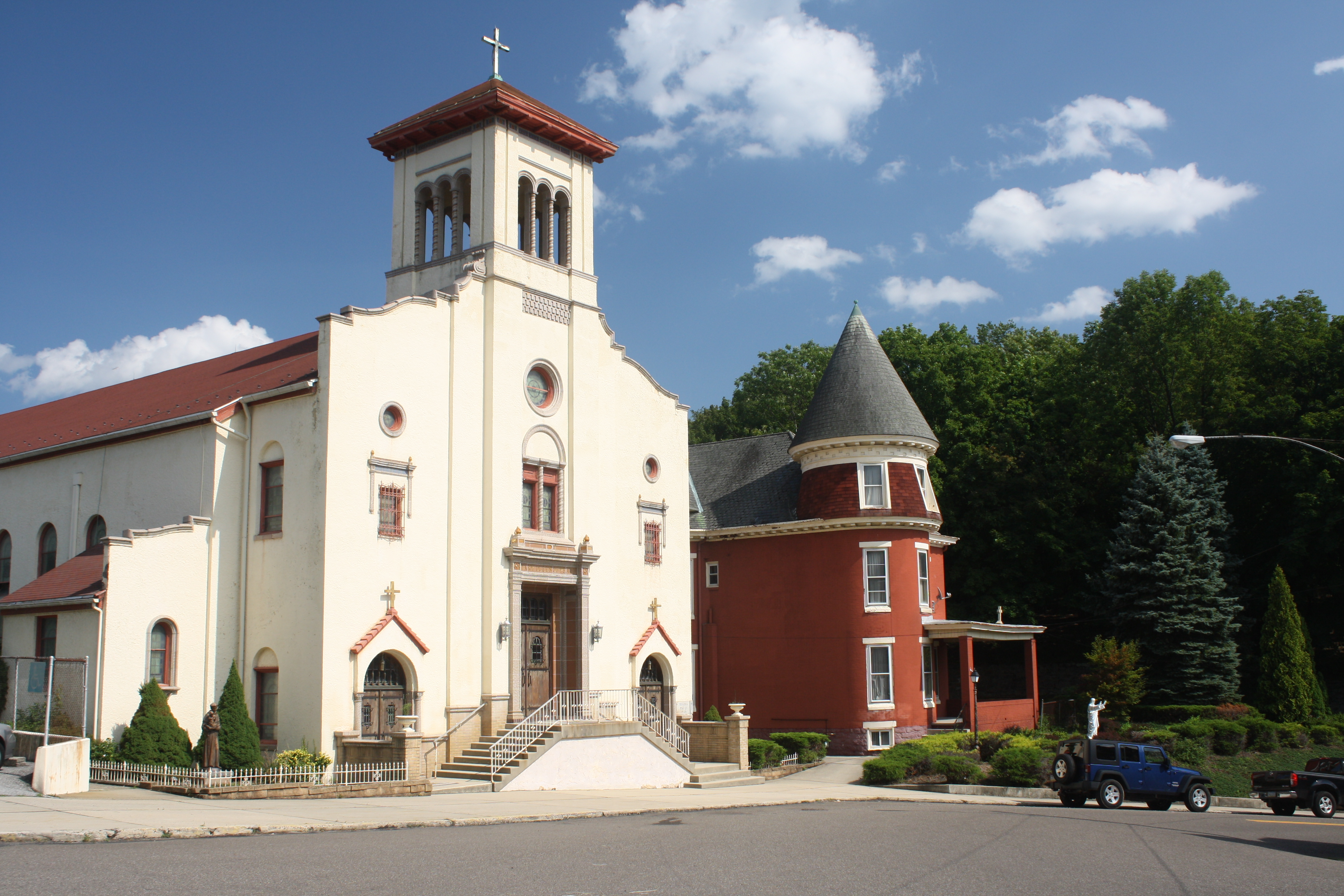
Église Sainte-Marie-Reine-de-la-Paix.

## Personnalités
- Ronald Gainer, né à Pottsville en 1947, évêque de Lexington, puis de Harrisburg

## Source
- (en) Cet article est partiellement ou en totalité issu de l’article de Wikipédia en anglais intitulé « Pottsville, Pennsylvania » (voir la liste des auteurs).